# Priti Patel
Priti Sushil Patel (Londra, 29 marzo 1972) è una politica britannica, esponente del partito Conservatore.
Membro del Parlamento del Regno Unito dal 2010 per il collegio elettorale di Witham, nel gabinetto Cameron fu ministro di Stato per l'impiego dal 2015 al 2016; nell'esecutivo guidato da Theresa May fu segretario di Stato per lo sviluppo internazionale dal 2016 al 2017 e, sotto il governo di Boris Johnson, fu segretario di Stato per gli affari interni dal 2019 al 2022.

## Biografia
Patel è nata a Londra e cresciuta tra South Harrow e Ruislip in una famiglia indiana del Gujarat, emigrata nel Regno Unito dall'Uganda, Paese in cui risiedevano numerose famiglie indiane e pakistane ivi trasferite in passato dal governo coloniale britannico.
Dopo il diploma superiore presso una scuola femminile a Watford studiò economia, sociologia e biologia sociale presso le università di Keele e dell'Essex.

## Carriera politica
Nel 2010 ha ottenuto un posto come deputata nel collegio elettorale di Witham nella contea dell'Essex e si è trasferita nella Camera dei comuni. Ha parlato regolarmente al Parlamento su questioni di difesa. Dopo le elezioni generali britanniche nel 2015, è stata nominata Ministro del lavoro da David Cameron nel maggio 2015
Nel governo di David Cameron, era nella minoranza di ministri del governo che sostenevano la Brexit nel dibattito sull'adesione all'UE. Come giustificazione ha addotto la possibilità di spendere di più per le scuole e il servizio sanitario nazionale, ma non ha fornito numeri esatti su richiesta. Nel governo del primo ministro Theresa May dal 13 luglio 2016 le è stato conferito l'incarico di Ministro per lo sviluppo internazionale e ha avuto questo incarico anche nel secondo governo a maggio.

### Polemiche sui colloqui con i politici israeliani
Patel è stata sottoposta a pressioni politiche all'inizio di novembre 2017, dopo che si era saputo di dodici suoi incontri con funzionari del governo israeliano, tra cui Benjamin Netanyahu. Inoltre, aveva cercato di raccogliere fondi del governo britannico per sostenere operazioni di aiuto dell'esercito israeliano, ricevendo, però, un diniego dal Dipartimento di Stato, che non ha approvato alcun aiuto nella regione a causa dell'occupazione delle alture siriane del Golan. Secondo gli osservatori, gli incontri con i principali leader israeliani e i tentativi di fornire finanziamenti sono andati in misure simili dopo che l'autorità di Patel aveva ridotto significativamente il sostegno ai territori palestinesi l'anno prima, inclusa la quota del Regno Unito nell'UE per la retribuzione dei dipendenti dell'Autorità palestinese. Patel ha dovuto rispondere al Primo Ministro il 6 novembre 2017 per aver violato il protocollo e si è scusata.
Il giorno dopo, si è saputo che Patel, nella sua testimonianza, aveva taciuto su possibili aiuti umanitari promessi dall'esercito israeliano e altri due incontri con il ministro della Pubblica sicurezza israeliano Gilad Erdan e con Yuval Rotem, alto funzionario del ministero degli Esteri israeliano. Ritornata dall'Africa l'8 novembre 2017, Patel si è recata immediatamente nell'ufficio di Theresa May per una breve conversazione dopo la quale ha presentato la sua richiesta di dimissioni. Il suo incarico ministeriale è stato rilevato da Penny Mordaunt, in precedenza segretario di Stato presso il Dipartimento per il Lavoro e le Pensioni.

### Ministro dell'Interno
Patel è stata nominata ministro dell'Interno da Johnson nel luglio 2019. Poco dopo la sua nomina, è emersa la notizia che, nel maggio 2019, Patel ha iniziato a lavorare per Viasat come consulente strategico con uno stipendio di 5.000 sterline al mese per cinque ore di lavoro a mese, senza chiedere la preventiva approvazione del Comitato consultivo per gli appuntamenti commerciali del governo, causando accuse di aver violato il codice ministeriale per la seconda volta. Nelle elezioni generali di dicembre, è stata rieletta parlamentare per Witham con una maggioranza aumentata di 24.082 (48,8%) voti. 

#### Polizia e criminalità
Nel gennaio 2020, un rapporto dello Youth Empowerment and Innovation Project affermava che l'approccio di Patel nell'affrontare la radicalizzazione giovanile era "follia" e il Ministero dell'Interno era stato "disimpegnato". 
Dopo l'assassinio di David Amess, Patel ha chiesto a tutte le forze di polizia del Regno Unito di rivedere le disposizioni di sicurezza per i membri del Parlamento. 

#### Immigrazione
Nel febbraio 2020, Patel ha lanciato un sistema di immigrazione basato su punti, entrato in vigore dal 1º gennaio 2021. Il sistema mira a ridurre il numero di immigrati nel Regno Unito richiedendo ai richiedenti il visto di soddisfare una serie di criteri, come un soglia salariale, capacità di parlare inglese, qualifiche accademiche e lavoro in un settore a corto di personale. In Parlamento il 13 luglio 2020, Patel ha affermato che il sistema "ci consentirà di attrarre i più brillanti e migliori - un sistema più solido ed equo che riprenderà il controllo dei nostri confini, reprimerà i criminali stranieri e libererà il vero potenziale del nostro paese. Stiamo costruendo un futuro più luminoso per la Gran Bretagna e segnalando al mondo che siamo aperti agli affari". 
Il 1º ottobre 2021, Patel ha vietato l'uso delle carte d'identità dell'UE come documento di viaggio per l'ingresso nel Regno Unito, affermando che quasi la metà di tutti i documenti falsi rilevati al confine del Regno Unito l'anno precedente erano carte d'identità. Nel febbraio 2022, Patel ha anche abolito il visto per investitori di livello 1 per le persone facoltose al di fuori dell'UE che investono nel Regno Unito, in quello che è stato definito l'inizio di una "rinnovata repressione della finanza illecita e delle frodi". 
In qualità di ministro dell'Interno, Patel ha attivamente cercato di firmare una serie di accordi di rimpatrio con i paesi per facilitare l'allontanamento dei cittadini stranieri che non hanno diritto di essere nel Regno Unito. Tali accordi sono stati firmati con l'Albania nel luglio 2021 e con la Serbia nel gennaio 2022. 

#### Richiedenti asilo

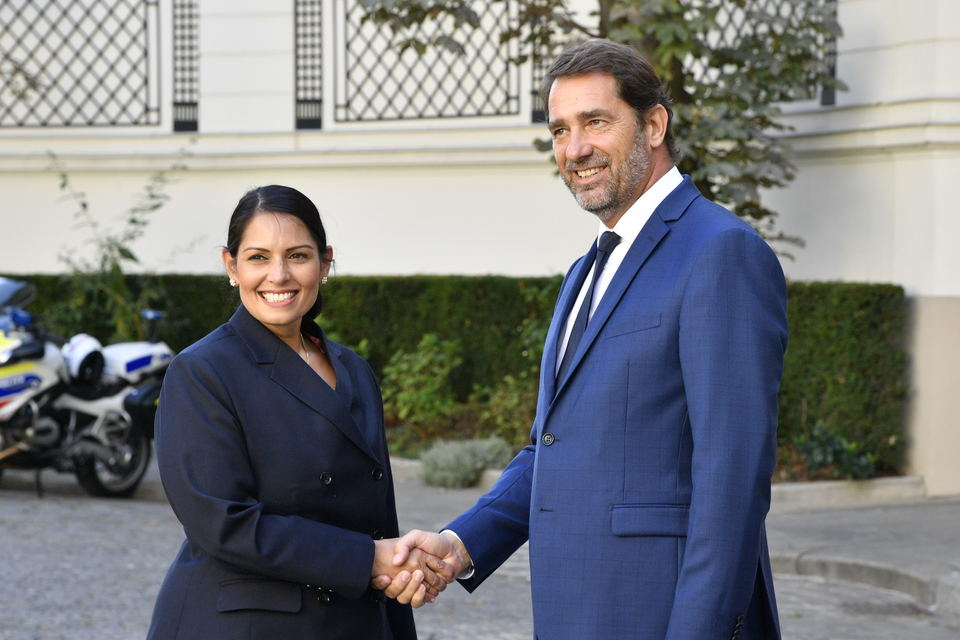
Patel a un incontro con Christophe Castaner nel 2019 per discutere dell'attraversamento da parte di immigranti del Canale della Manica

Nell'agosto 2020, Patel ha suggerito che molti migranti stavano cercando di attraversare il Canale della Manica verso la Gran Bretagna perché credevano che la Francia fosse un "paese razzista" dove potevano essere "torturati". Patel ha detto di non condividere quelle opinioni, ma era una delle ragioni per cui molti migranti stavano attraversando la Manica.  Patel ha promesso di rendere il Canale "impraticabile" per le barche dei migranti. 
Nel settembre 2020 Patel ha chiesto ai funzionari di esaminare le politiche di asilo che avevano avuto successo in altri paesi. È stato suggerito che l'Isola di Ascensione, a più di 6.400 km dal Regno Unito, potrebbe essere utilizzata per costruire un centro di elaborazione dell'asilo. Il ministro degli interni ombra del Labour Nick Thomas-Symonds ha dichiarato: "Questa idea ridicola è disumana, completamente impraticabile e selvaggiamente costosa, quindi sembra del tutto plausibile che questo governo Tory l'abbia inventata". 
Nel marzo 2021, Patel ha pubblicato un nuovo piano per la dichiarazione sulla politica di immigrazione, che includeva proposte per riformare il sistema di immigrazione, inclusa la possibilità di elaborazione offshore degli immigrati privi di documenti. Nell'aprile 2021, 192 gruppi di rifugiati, movimenti di diritti umani, legali e religiosi hanno firmato una lettera che condannava una consultazione di sei settimane, organizzata dal Ministero dell'Interno, su queste proposte. I firmatari della lettera hanno descritto la consultazione come "vaga, impraticabile, crudele e potenzialmente illegale". 
Nel maggio 2021, un giudice dell'Alta Corte ha criticato Patel in tribunale e ha affermato di aver trovato "estremamente preoccupante" che uno dei suoi funzionari abbia ammesso che il Ministero dell'Interno potrebbe aver agito illegalmente modificando la sua politica di alloggio in asilo durante la pandemia di COVID-19. A seguito dei commenti del giudice, un avvocato che rappresenta Patel si è scusato a suo nome. 
Nel giugno 2021, un giudice dell'Alta Corte ha stabilito che il Ministero dell'Interno ha agito illegalmente ospitando i richiedenti asilo in un'ex caserma dell'esercito "pericolosa" e "squallida". Il giudice ha ritenuto che il Ministero dell'Interno non si prendesse cura delle persone vulnerabili e ha osservato che la mancanza di misure di sicurezza aveva contribuito a un rischio "significativo" di lesioni e morte a causa di incendi o di coronavirus. 
Nel novembre 2021, in seguito al disastro della Manica del novembre 2021, il governo francese ha ritirato l'invito a Patel a partecipare a un incontro sulla crisi delle barche nella Manica, dopo che Johnson ha invitato la Francia a riportare le persone che hanno attraversato la Manica verso il Regno Unito su piccole imbarcazioni. 

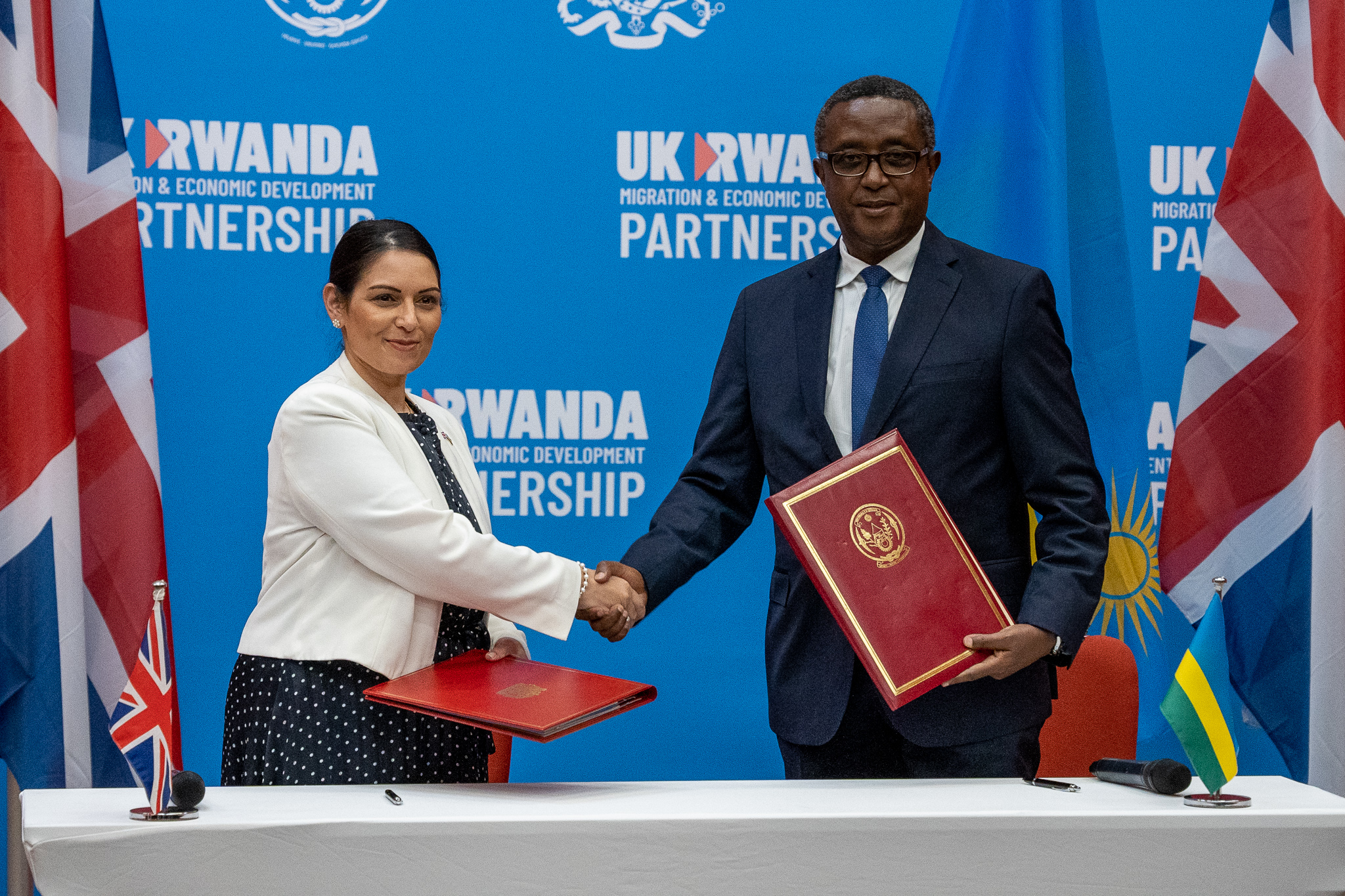
Patel incontra il Ministro degli Affari Esteri ruandese Vincent Biruta nel 2022 per firmare il piano d'asilo del Ruanda

Nel marzo 2022, il ministro dell'Interno francese Gerald Darmanin ha affermato che molti rifugiati ucraini erano stati respinti da funzionari britannici a Calais e gli era stato detto di ottenere i visti presso i consolati britannici a Parigi o Bruxelles.
Nell'aprile 2022, Patel ha visitato la capitale ruandese di Kigali e ha firmato il piano di asilo ruandese, per trasportare migliaia di migranti che attraversano la Manica in camion o su barche per più di 4.000 miglia su aerei noleggiati verso il paese africano. Il piano è stato criticato da molti enti di beneficenza, così come da esponenti dell'opposizione.

## Vita privata
Sposata con Alex Sawyer dal 2004. Sawyer è consulente di marketing della Borsa Nasdaq e consigliere conservatore della comunità nel consiglio nel distretto londinese di Bexley. Sawyer ha lavorato anche part time come responsabile dell'ufficio da febbraio 2014 ad agosto 2017. Hanno un figlio nato nell'agosto 2008.
Un articolo del Guardian del dicembre 2021, estremamente critico nei confronti delle politiche migratorie proseguite dal ministro, ha interrogato la Patel circa il fatto che se tali politiche fossero state applicate ai suoi genitori lei non sarebbe mai stata cittadina britannica. La domanda le è stata ripetuta in diverse occasioni al talk show Britain Live su BBC1 e in collegamento su BBC World Service e in nessuna occasione il ministro è stato in grado di rispondere.